# 西九龍政府合署

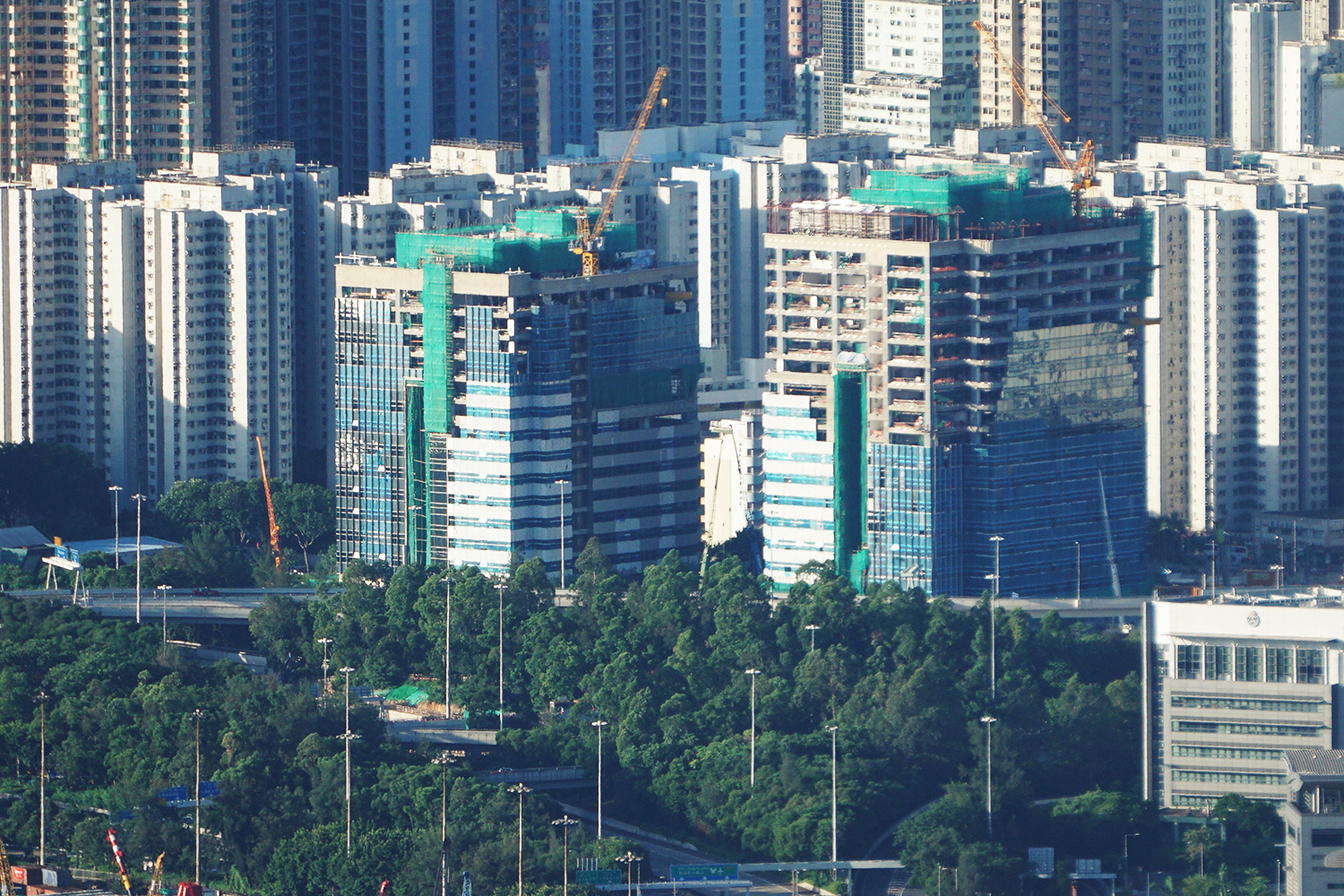
西九龍政府合署工程（2018年7月）

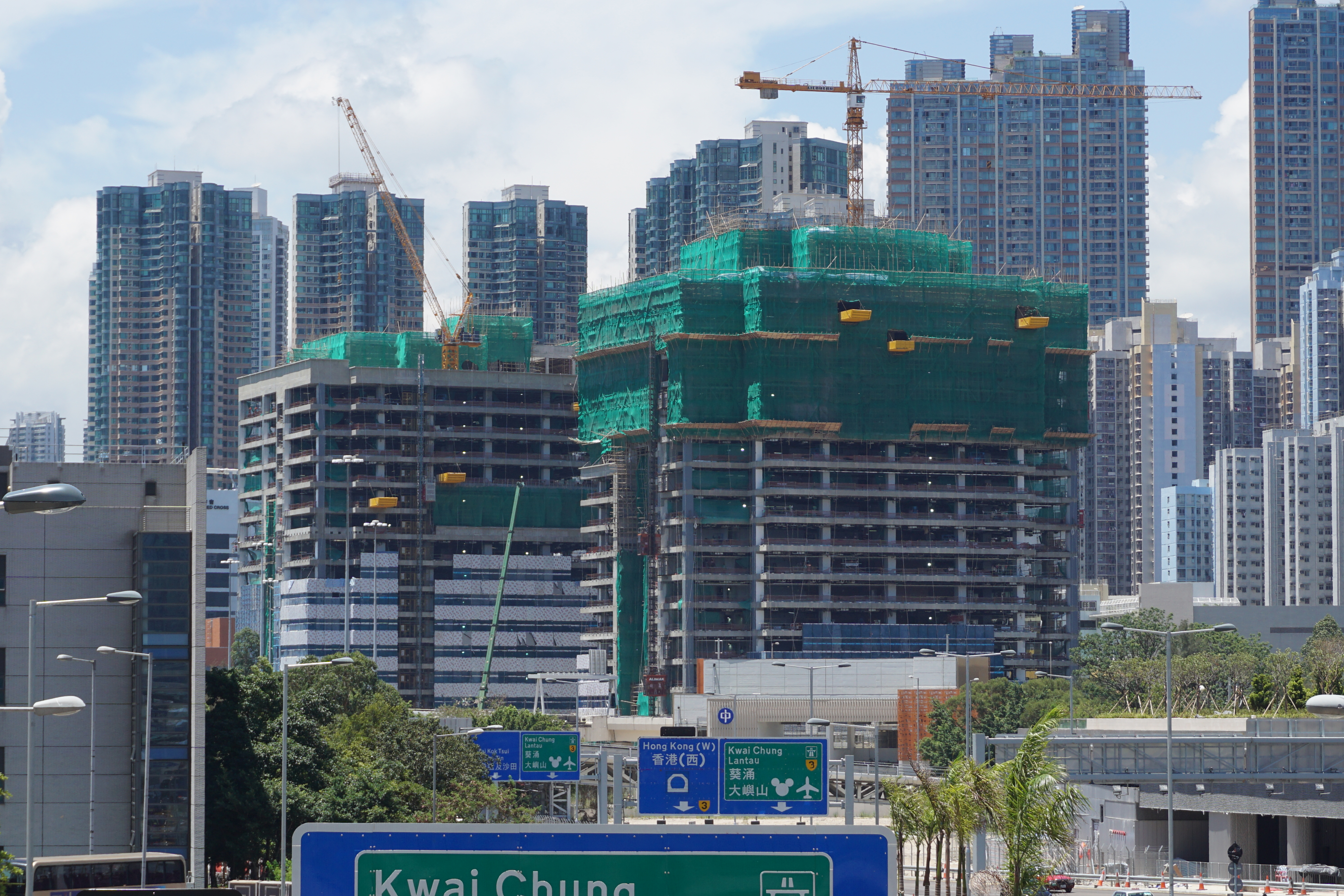
西九龍政府合署工程（2018年5月）

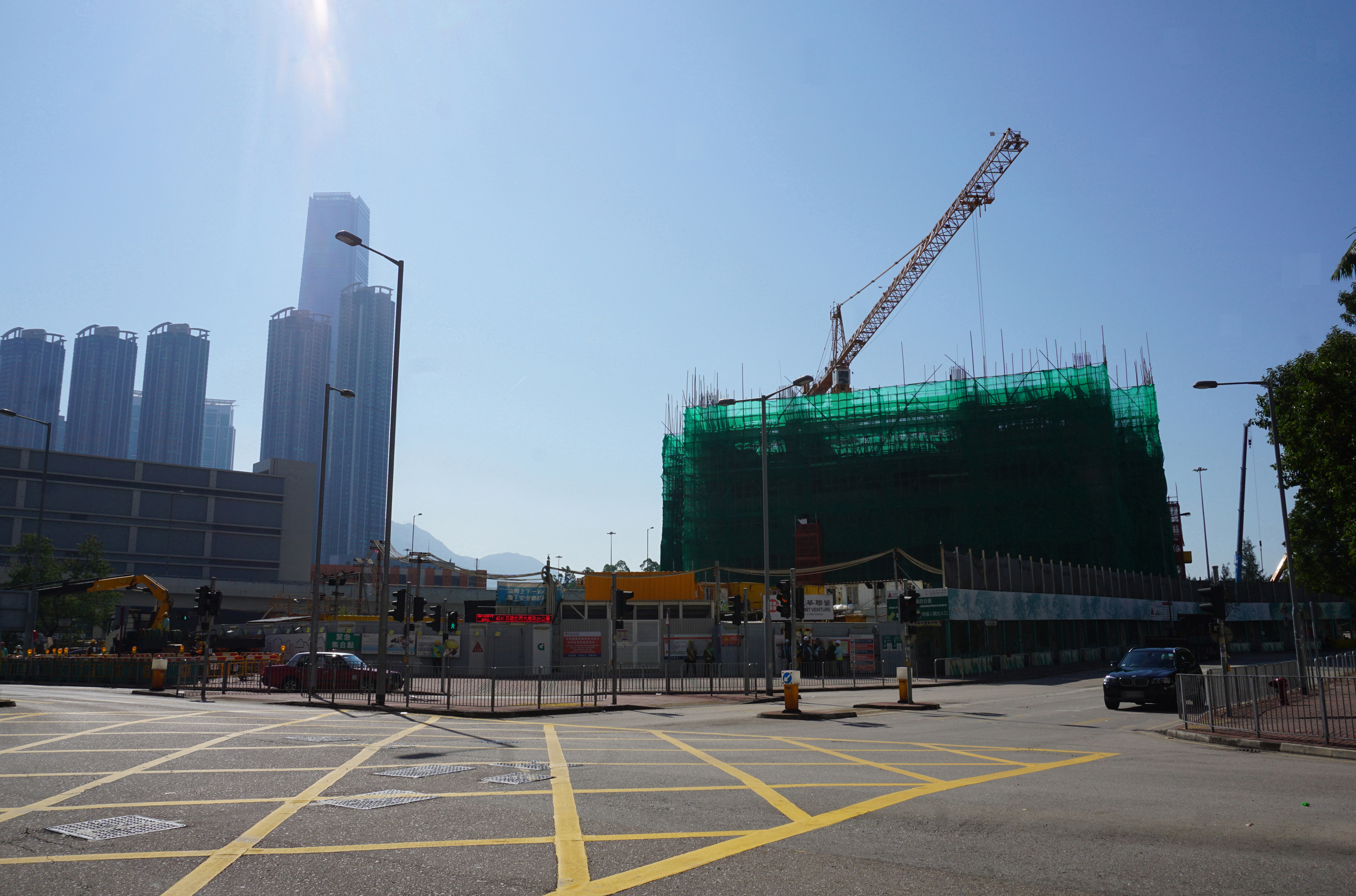
西九龍政府合署工程（2017年12月）

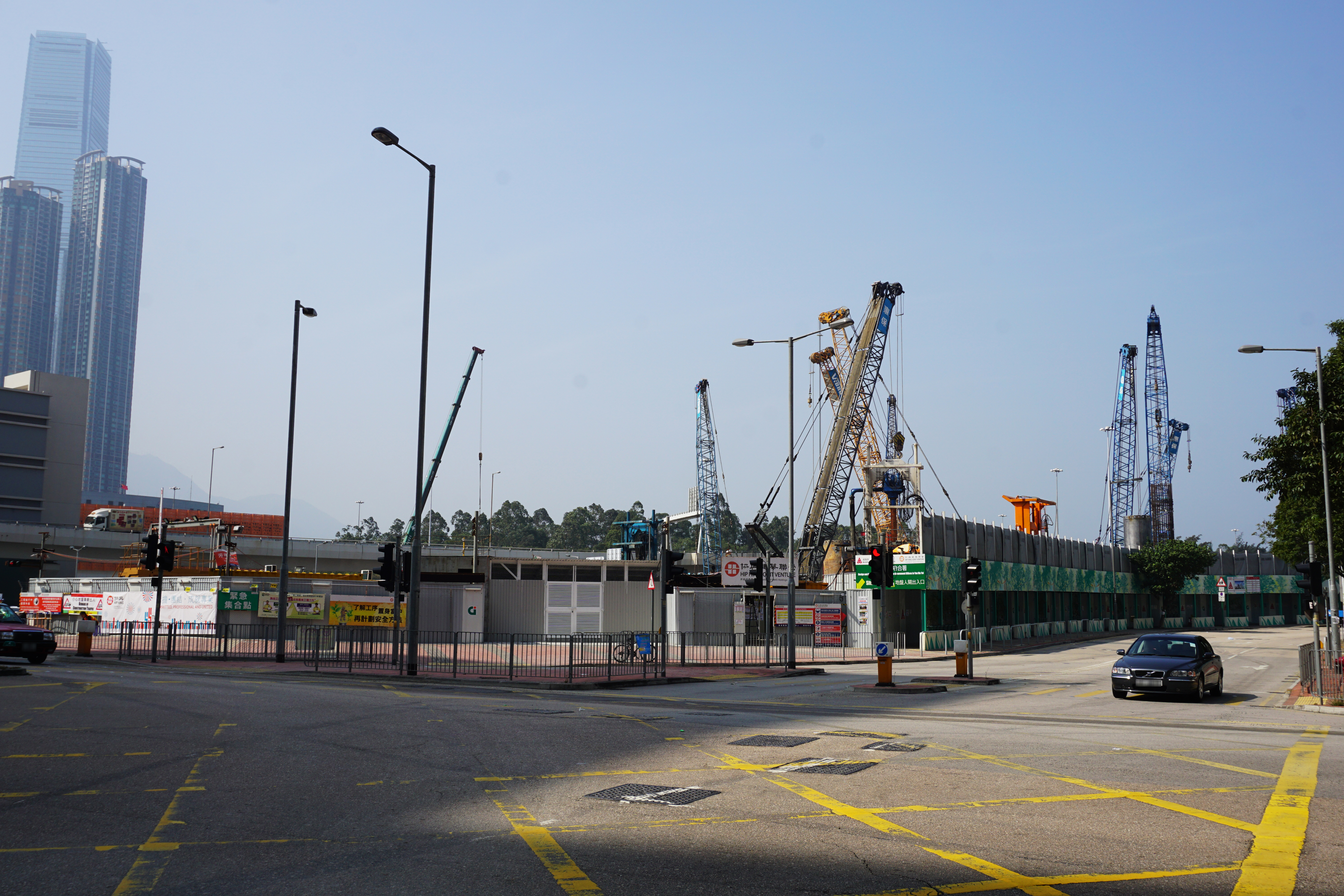
西九龍政府合署工程（2016年3月）

西九龍政府合署（英語：West Kowloon Government Offices），位於香港九龍油麻地海庭道11號，佔地約10,000平方米，計劃為興建兩座分別樓高16層及18層的建築物，設有地庫，總建築樓面面積達115,000平方米。工程於2015年下半年展開，分為兩期進行，在2018年年底至2019年年初完成，預計將有大約3,300名政府人員在西九龍政府合署工作。屋宇署總部於2019年1月中率先遷入北座。

## 歷史
香港政府於2010年代公布將會重置位於灣仔海旁的3幢政府大樓，以騰出土地作為興建甲級寫字樓。政府計劃將位於灣仔政府大樓的政府產業署、康樂及文化事務署及運輸署在西九龍政府合署重置；將其中30,000平方米樓面面積重置現時部分租用私人物業作為辦公室的香港政府部門辦公室（包括屋宇署、土木工程拓展署及運輸署現時部分在灣仔、尖沙咀、旺角和觀塘租用的私人物業的辦公室），以減低其租金開支；其餘約20,000平方米樓面面積用作重置地政總署及社會福利署當時位於油麻地停車場大廈的辦公室，以配合中九龍幹線的主體建造工程；並且設置一所政府牙科診所；以及編配地方予民政事務局作為藝術品展覽用途。
2013年4月20日，政府產業署公佈計劃在油麻地海泓道興建西九龍政府合署，大樓用地面積約9500平方米，並興建兩幢樓高18層的辦公大樓以及地庫停車場。
2013年12月12日，油尖旺區議會舉行會議，區議員均支持計劃。
2014年2月7日，政府向立法會財經事務委員會講解興建西九龍政府合署的建議。2014年3月，有關部門開始為工程招標；預計於2015年上半年向立法會工務小組委員會提交撥款建議及向立法會財務委員會申請撥款。
政府於2015年4月22日向立法會工務小組委員會提交建議，撥款47億4250萬港元興建西九龍政府合署。2015年5月20日，立法會工務小組通過撥款建議，期間政府為爭取泛民議員支持，決定在地面提供額外50個露天泊車位，令擬建泊車位增至共142個。不過，由於工務小組委員會兩次會議都未能表決支持項目，標書有效期即將到期，一度產生流標的風險。
2015年6月5日，立法會財務委員會通過撥款建議。
2019年3月，有傳媒揭發屋宇署為了騰出始創中心部分樓層供在職家庭津貼辦事處使用，在大樓仍有諸多問題的情況下率先遷入，惹起爭議。
2019年11月1日，衞生署西九龍政府合署學生健康服務中心正式啟用。

## 設在大樓的政府部門

### 北座 - 屋宇署總部
- 屋宇署
  - 首長級高層人員辦公室、行政組、會計及物料供應組、新聞小組、內部審核小組、合約管理小組、公眾教育及宣傳小組（14樓）
  - 法律事務組、牌照小組（13樓）
  - 小型工程及招牌監管組、技術事務組（12樓）
  - 防火規格組（11樓）
  - 強制驗樓部、斜坡安全組（10樓）
  - 研究及發展小組、總部會議室、會議室（9樓）
  - 樓宇（1）部及（2）部 - C 組及 F 組（8樓）
  - 法律事務組、強制驗樓部、樓宇（1）部及（2）部 - 專責事務小組（7樓）
  - 樓宇（2）部 - D 組及 E 組（6樓）
  - 樓宇（1）部 - A 組及 B 組（5樓）
  - 樓宇（1）部 - 村屋組、註冊小組（4樓）
  - 強制驗樓部（3樓）
  - 樓宇資訊中心、改善樓宇安全貸款計劃小組、會議室及會客室（2樓）
  - 一般查詢及收件處、接待處（地下）[19]

### 南座
- 運輸署
  - 運輸署總部、傳訊組、巴士及鐵路科、新聞及公共關係組、技術秘書處、部門主任秘書處（16樓）
  - 管理事務部、運輸事故管理組、區域交通控制中心、緊急事故交通協調中心（15樓）
  - 合約事務組、渡輪及輔助客運部、基建管理規劃組、運輸設施管理組、隧道及青馬事務組（14樓）
  - 技術服務科 - 道路安全及標準研究部、步行城市策劃組、交通調查及支援部（13樓）
  - 主要策略部、策略研究部、運輸策略部、車輛登記號碼分組、牌照電腦計劃組、電子策略部（12樓）
  - 渡輪及輔助客運部、策略研究部 - 泊車項目策劃組、交通控制部 - 控制酒測試實驗室、交通工程（港島）部、殘疾人士運輸組、智慧出行部（11樓）
  - 行政組、翻譯組、財務及物料供應組、內部核數組、人力資源發展組、交通控制部 - 繪圖室、車輛安全及標準部（10樓）
  - 非專營巴士管制小組、檢控分組（5樓）
- 政府產業署
  - 總部 : 行政參議部、租賃及商業用途部、租售編配部、工程策劃部（9樓）
  - 管理參議部、發展項目部（8樓）
- 土木工程拓展署
  - 東拓展處（8樓）
  - 測量部、土力工程處、土力工程項目部、岩土勘探工程組（7樓）
  - 南拓展處、礦務部（6樓）
  - 東拓展處、南拓展處（5樓）
- 康樂及文化事務署
  - 音樂事務處 總辦事處 - 行政處、活動及推廣組、器樂訓練組、音樂通識及訓練支援組（5樓）
- 地政總署
  - 九龍東區及九龍西區地政處（3-4樓）
  - 土地契約執行組（3樓）
  - 測繪處 - 九龍測量處（3樓）[20]
  - 測繪處 - 九龍測量處、測量支援人員室（地庫2樓）
- 衞生署
  - 西九龍政府合署牙科診所（2樓）
  - 西九龍政府合署學生健康服務中心及健康評估中心（2樓）
- 社會福利署
  - 油尖社會保障辦事處（1樓101室）
  - 追收欠款隊（1樓102室）
  - 風險管理隊（1樓102A室）
  - 重點調查隊（1樓103室）
  - 緊急救濟聯絡中心、緊急救濟支援組（地下）
- 接待處、郵箱及商店（地下）
- 停車場（地庫1樓）
- 卸貨區（地庫2樓）

## 環境保護
西九龍政府合署的設計採用高效能、低反光及高透光度的幕牆，以避免影響周邊建築物和居民。西九龍政府合署亦將會實施多項節約能源措施，包括採用高效水冷式製冷機（淡水）、安裝有二氧化碳感應器的新鮮空氣供應調節系統、太陽能光伏板、在適當情況下在共用設施和地方（例如會議室、茶水間、洗手間和電梯大堂等）安裝發光二極管及用戶感應器。此外，西九龍政府合署將會設有綠化地面和天台，以及垂直綠化。

## 鄰近建築
- 油蔴地天主教小學（海泓道）[21][22]
- 香港紅十字會總部邵逸夫樓
- 富榮花園
- 柏景灣
- 香港專上學院
- 香港管理專業協會李國寶中學
- 保良局陳守仁小學

## 外部連結
- 立法會財經事務委員會 興建西九龍政府合署 （页面存档备份，存于）
- 立法會工務小組委員會 興建西九龍政府合署（页面存档备份，存于）